# GoPay
GoPay – czeski system płatności elektronicznych.
Platfoma GoPay udostępnia również portfel elektroniczny, umożliwiający wygodne dokonywanie drobnych płatności przez internet oraz przesyłanie bądź otrzymywanie pieniędzy online, zwłaszcza za usługi/towary (muzyka, filmy, bilety itp.).
Z usług GoPay korzysta ponad 8 tys. sklepów internetowych, a w ciągu roku przez platformę przepływają miliardy koron czeskich (doniesienia z 2018 roku). System GoPay jest dostępny w Czechach, w Polsce oraz na Słowacji i Węgrzech.
Operatorem platformy jest GOPAY s.r.o. z siedzibą w Planie (powiat Czeskie Budziejowice). Przedsiębiorstwo powstało w 2007 roku.